# Out of Time (chanson de Blur)
Pour les articles homonymes, voir Out of Time.
Singles de Blur
Music Is My Radar
(2000) Crazy Beat
(2003)
Out of Time est un titre du groupe britannique Blur, premier single de leur 7e album, Think Tank. La chanson est écrite et produite par les membres du groupe Damon Albarn, Alex James et Dave Rowntree, avec Ben Hillier en soutien à la production.
Enregistré avec le Group régionale de Marrakech, un orchestre arabe de 12 musiciens, c'est la première parution du groupe réalisée sans le guitariste Graham Coxon, parti pour de nombreux désaccords avec le reste du groupe. Depuis le retour de ce dernier au sein de Blur, les interprétations sur scène de cette chanson présentent un arrangement différent quelque peu de la version originale.

## Historique
Le groupe Blur retourne en studio pour l'enregistrement de leur 7e album en novembre 2001, en l'absence du guitariste Graham Coxon, qui quitte le groupe juste avant à cause de sa dépendance à l'alcool,. En 2002, le guitariste admet que le reste du groupe lui a demandé de partir et reconnaît ses torts : « je me rends compte que j'ai été un connard pendant, très, très longtemps »,. Le reste du groupe choisit de partir à Marrakech au Maroc pour continuer la création de leur nouvel album où le groupe compose 25 chansons.
Dans le contexte des attentats du 11 septembre 2001, le groupe souhaite réaliser son album dans un pays arabe, notamment Damon Albarn, pacifique et défenseur de la campagne pour le désarmement nucléaire. Cette présence à Marrakech permet au groupe de travailler avec des artistes locaux : pour le single Out of Time, Blur s'associe au Groupe Regional de Marrakech et l'alchimie est immédiate. Dans une interview Ben Hillier dit : « pendant que j'étais en train de configurer les micros, ils se sont mis à jouer. Toutes les accords sonnaient parfaitement. À la fin de la session, j'ai vu qu'aucun d'entre eux n'avait de casque sur les oreilles ! Je n'ai aucune idée de ce qu'ils jouaient ensemble ». De retour à Londres, le groupe finalise l'album dans un studio improvisé dans la ferme de Damon Albarn.
Le 20 février 2003, le groupe annonce la sortie de leur nouvel album pour le 5 mai de la même année. Blur annonce également que le premier single de l'album Out of Time sera diffusé sur BBC Radio 1 le 3 mars 2003.

## Accueil
Le single reçoit des critiques positives de la part de la presse spécialisée. Le magazine NME comme le single le plus touchant de Blur depuis longtemps. Barry Walters du magazine Rolling Stone parle d'un single magnifiquement mélancolique.
Au Royaume-Uni, le single démarre en 5e position du Official Singles Chart Top 100 à sa première semaine de sortie, derrière American Life de Madonna. Le single tombe à la 15e position la deuxième semaine mais reste présent dans le classement pendant onze semaines.

## Fiche technique

### Pistes
- CD et 7"

1. Out of Time
2. Money Makes Me Crazy (Marrakech Mix)

- DVD

1. Out of Time (vidéo)
2. Money Makes Me Crazy (Marrakech Mix)
3. Tune 2

- CD version japonaise

1. Out of Time
2. Money Makes Me Crazy (Marrakech Mix)
3. Tune 2
4. Don't Be
5. The Outsider
6. Out of Time (vidéo)
7. Crazy Beat (vidéo)

### Musiciens additionnels
Les membres du Group Regional du Marrakech :
- Desyud Mustafa : arrangement
- Mohamed Azeddine (MD) : oud
- M. Rabet Mohamid Rachid : violon
- Bezzari Ahmed : rabab
- Gueddam Jamal : violon, violoncelle
- Hijaoui Rachid : violon
- Moullaoud My Ali : oud
- Kassimi Jamal, Youssef : oud
- El Farani Mustapha : tar
- Abdellah Kekhari : violon
- Dalal Mohamed Najib : darbouka
- Ait Ramdam El Mostafa : kanoun